# Marbeth Wright
Marbeth Wright (Crawford, 9 luglio 1915 – Los Angeles, 17 settembre 1939) è stata un'attrice e cantante statunitense.

## Biografia
Figlia unica di un poliziotto, Marbeth Wright nacque in Texas e crebbe a Los Angeles, dove studiò, apprese il canto e la danza e decise di entrare nel mondo dello spettacolo. La vittoria in un concorso di bellezza le aprì le porte di Hollywood e nel 1929 fece la sua prima apparizione nel film di Erich von Stroheim Il gran Gabbo.
In sei anni apparve in tredici film, in nessuno dei quali ebbe però una parte di qualche rilievo, così che nel 1935, a vent'anni, pensò di rilanciare la propria carriera lasciando Hollywood e trasferendosi a Parigi. Grazie alla sua relazione con Max Rippo, allora segretario di Maurice Chevalier, aveva infatti ottenuto un contratto per apparire con lo showman francese in una rivista rappresentata al Casino de Paris.
Così la descrisse lo scrittore Pierre de Régnier: «Marbeth Wright è fatta per essere vista da vicino: il suo corpo ammirevole, già valorizzato sulla scena (ma non più di altre), prende proprio tutto il suo valore in un vestito da sera, quando la sua splendente bianchezza si distacca dal fondo blu scuro e stellato della sala... Là, si vede tutto da vicino, le sue gambe interminabili, i seni perfetti, le mani blu, gli occhi glauchi e la parrucca, nera come le bemolli, che punteggia le sillabe uscite dal naso e distillate dai denti lunghi e splendenti». 
Poco prima che la guerra scoppiasse in Europa, tornò a Los Angeles e vi morì il 17 settembre 1939 a causa di un'infezione ai denti. Aveva 24 anni e fu sepolta nel Forest Lawn Memorial Park di Glendale.

## Filmografia
- Il gran Gabbo (1929)
- Giorni felici (1929)
- The Bridge (1929)
- I prodigi del 2000 (1930)
- The Trial of Vivienne Ware (1932)
- L'ultimo Adamo (1933)
- The Lottery Lover (1935)
- Folies Bergère de Paris (1935)
- George White's 1935 Scandals (1935)
- Il ponte (1935)
- Abbasso le bionde (1935)
- The Girl Friend (1935)
- Music Is Magic (1935)

## Fonti
- Stella Star, Marbeth Wright, September 28, 2016
- Pierre de Régnier, Chroniques d'un patachon. Paris 1930-1935, Paris, La Table Ronde, 2014 ISBN 2710371960